# Lorine Livingston Pruette
 (novembre 2017).
Si vous disposez d'ouvrages ou d'articles de référence ou si vous connaissez des sites web de qualité traitant du thème abordé ici, merci de compléter l'article en donnant les références utiles à sa vérifiabilité et en les liant à la section « Notes et références ».
Lorine Livingston Pruette, née le 3 novembre 1896 à Millersburg dans le Tennessee et morte le 20 décembre 1976 à Chattanooga dans le Tennessee, est une psychologue américaine, écrivaine et féministe dont les idées sur le rôle des femmes dans la société, le mariage et la famille sont considérées[Par qui ?] en avance sur son temps.[réf. nécessaire]

## Biographie
Lorine Livingston Pruette est la fille d'Oscar Davis et d'Eulalia (Miller) Pruette, une famille de bonne éducation. Sa mère et sa grand-mère maternelle figurent, en effet, au rang des premières générations à être allées à l'université aux États-Unis (Trigg 50 et 52). La mère de Lorine, frustrée de n'avoir jamais pu faire carrière comme écrivain, mettait une énorme pression sur sa fille pour qu'elle vive la vie dont elle avait toujours rêvée. Lorine était brillante mais se sentait comme une paria pendant son enfance et adolescence.
Ses manuscrits sont déposés à la Bibliothèque de l'université Harvard.

## Publications (sélection)
- Working with words: A survey of vocational opportunities for young writers. éd. Funk and Wagnalls Co., 1940,
- School for love. Garden City, éd. Doubleday, Doran & Company, 1936,
- Women workers through the depression: A study of white collar employment. éd. Macmillan, 1934,
- The parent and the happy child. éd. Holt., 1932,
- Saint in ivory: The story of Genevieve of Paris and Nanterre, éd. Appleton and Co, 1927,
- Women and leisure: A study of social waste. éd. E. P. Dutton, 1924.